# منتخب بوليفيا لكرة قدم الصالات
منتخب بوليفيا لكرة قدم الصالات (بالإسبانية: Selección de fútbol sala de Bolivia)‏ هو ممثل بوليفيا الرسمي في المنافسات الدولية في كرة الصالات .